# Lucía Puenzo
Lucía Puenzo est une réalisatrice, scénariste et écrivain argentine née le 28 novembre 1976 à Buenos Aires.

## Biographie
Lucía Puenzo est la fille du cinéaste réalisateur et producteur de cinéma argentin Luis Puenzo.

Elle commence sa carrière en tant que scénariste pour des séries télévisées argentines, mais aussi en tant que romancière en publiant El niño pez, qu'elle adaptera une dizaine d'années plus tard au cinéma.
En 2007, elle réalise son premier long métrage : XXY qui est élu "film argentin de l'année". Elle a aussi écrit plusieurs romans, tous édités en français chez Stock.

## Filmographie
- 2007 : XXY
- 2008 : Los Invisibles (court-métrage)
- 2009 : El niño pez
- 2010 : Más adelante (court-métrage)
- 2013 : Le Médecin de famille (Wakolda)
- 2015 : Cromo (série télévisée, 4 épisodes)
- 2019-2020 : La Jauría (série télévisée, 8 épisodes)
- 2021 : Tell It Like a Woman, segment Lagonegro
- 2022 : La caída (es)
- 2023 : Los impactados (es)

## Distinctions
- 2007 : Grand Prix de la Semaine Internationale de la Critique à Cannes pour XXY ; Prix Sud du meilleur réalisateur
- 2008 : Prix Goya du meilleur film étranger en langue espagnole pour XXY

## Traduction française
- L'enfant poisson [« El niño pez »] (trad. de l'espagnol), Paris, Éditions Stock, coll. « La Cosmopolite », 2010, 216 p. (ISBN 978-2-234-06340-2) Traduit de l'espagnol par Anne Plantagenet
- La Malédiction de Jacinta [« La maldición de Jacinta Pichimahuida »] (trad. de l'espagnol), Paris, Éditions Stock, coll. « La Cosmopolite », 2011, 320 p. (ISBN 978-2-234-06423-2) Traduit de l'espagnol par Anne Plantagenet
- La fureur de la langouste[1], Francfort, Éditions Stock, coll. « La Cosmopolite », 2012, 232 p. (ISBN 978-2-234-07118-6, lire en ligne) Traduit de l'espagnol par Anne Plantagenet
- Wakolda (trad. de l'espagnol), Paris, Éditions Stock, coll. « La Cosmopolite », 2013, 224 p. (ISBN 978-2-234-07183-4) Traduit de l'espagnol par Anne Plantagenet
- Invisibles [« Los invisibles »] (trad. de l'espagnol), Paris, Éditions Stock, coll. « La Cosmopolite », 2019, 213 p. (ISBN 978-2-234-08614-2) Traduit de l'espagnol par Anne Plantagenet